# Адитья-L1

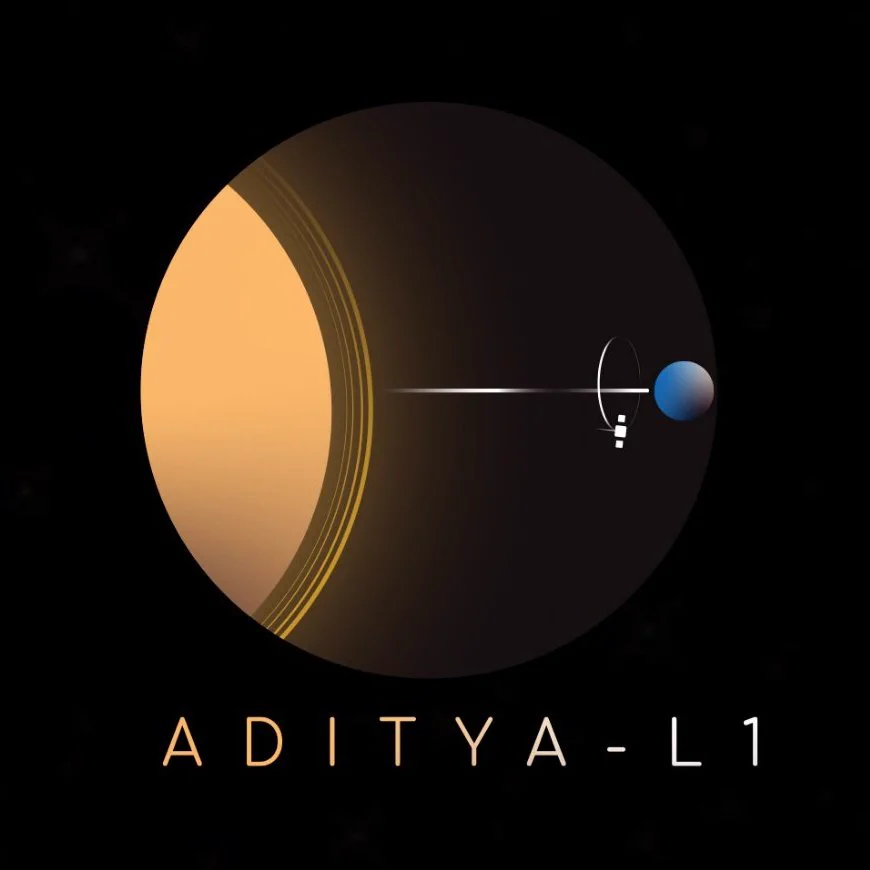
Лого миссии

Адитья-L1 — коронографический космический аппарат для изучения солнечной атмосферы, спроектированный и разработанный Индийской организацией космических исследований (ISRO) и различными другими индийскими исследовательскими институтами. Планируется, что он будет вращаться вокруг Солнца синхронно с Землёй, находясь на гало-орбите возле точки Лагранжа L1 системы «Земля-Солнце», приблизительно на прямой линии, соединяющей Землю и Солнце, на расстоянии около 1,5 млн км (приблизительно 0,01 а. е.) от Земли и, соответственно, 0,99 а. е. от Солнца. Преимуществом такого расположения аппарата является постоянная видимость с него Солнца, никогда не перекрывающегося Землёй или Луной.
Это первая индийская миссия для наблюдения за Солнцем. Директор проекта — Нигяр Шаджи. Адитья-L1 был запущен на борту PSLV C57 в 11:50 по восточному стандартному времени 2 сентября 2023 года, через десять дней после успешной посадки лунной миссии ISRO «Чандраян-3». Почти час спустя он успешно достиг намеченной орбиты и отделился от своей четвёртой ступени в 12:57 по восточному стандартному времени.

## Цели миссии
Основными научными задачами Адитьи-L1 являются:
- Наблюдения за динамикой хромосферы и короны Солнца.
- Изучение механизмов нагрева хромосферы, физики частично ионизованной плазмы, корональных выбросов массы и их происхождения, коронального магнитного поля и механизмов теплопередачи, вспышечных обменов.
- Наблюдение за физическими характеристиками потоков частиц высокой энергии в месте нахождения аппарата.
- Определение последовательности процессов в хромосфере и нижней и верхней солнечной короны, которые приводят к коронарным выбросам массы.
- Изучение космической погоды, а также происхождения, состава и динамики солнечного ветра[15].

## История
Впервые концепт Адитьи-L1 был представлен в январе 2008 года Консультативным комитетом по космическим наукам (ADCOS). Первоначально он задумывался как небольшой спутник массой 400 кг (880 фунтов) на низкой околоземной орбите (800 км) с коронографом для изучения солнечной короны. На 2016—2017 финансовый год был выделен экспериментальный бюджет в размере 30 миллионов рупий. С тех пор масштаб миссии был расширен, и она превратилась в комплексную обсерваторию солнечной и космической среды, которая будет размещена в точке Лагранжа L1, поэтому миссия была переименована в «Адитья-L1». По состоянию на июль 2019 года на миссию Адитья-L1 было выделено 3,78 миллиарда рупий (46 миллионов долларов) без учёта затрат на запуск.

## Название

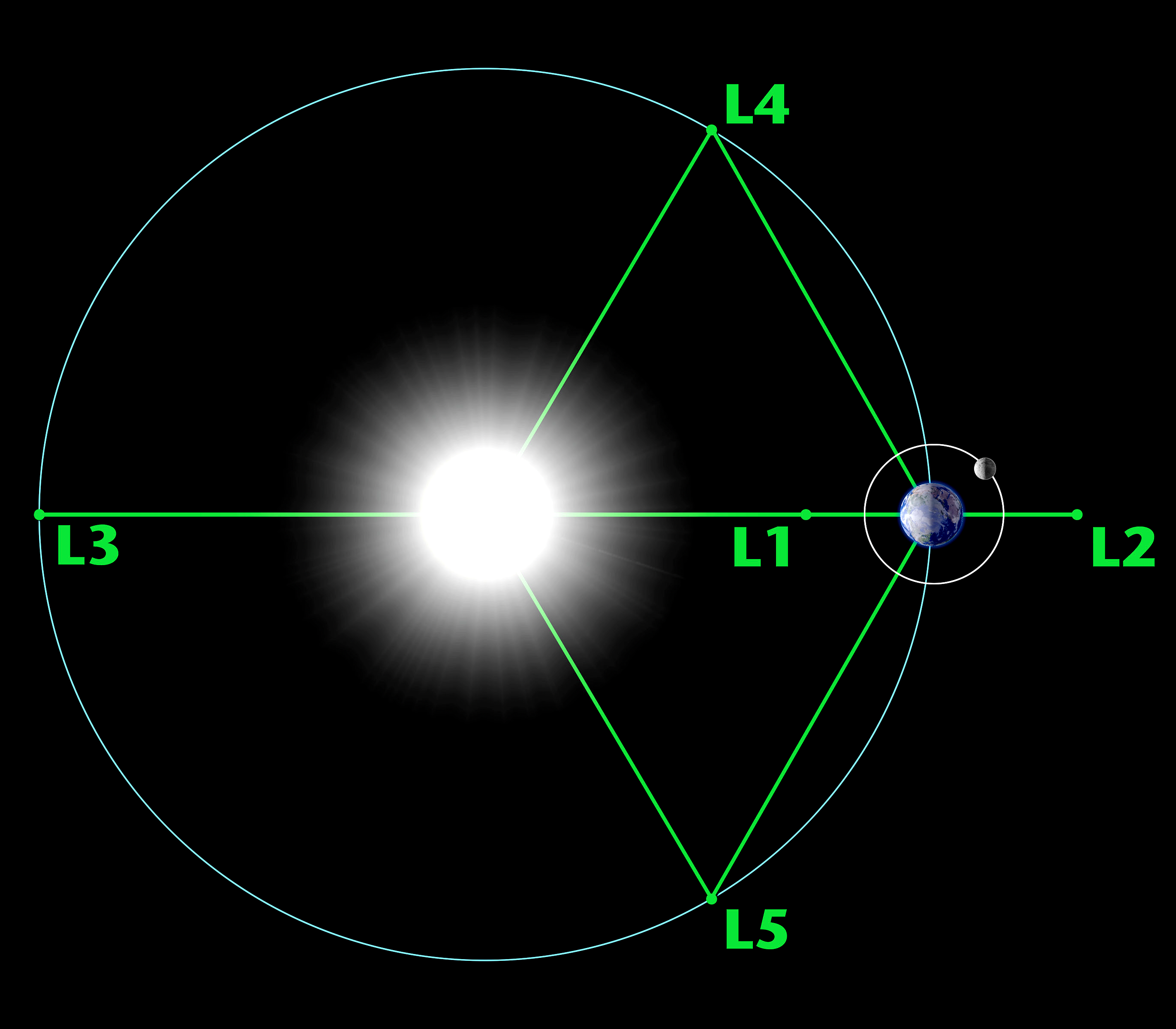
Расположение точек Лагранжа

«Адитья» названа в честь Адитьи, группы индуистских божеств, находящихся в связи с солнцем, Сурьей. Обозначение «L1» обозначает точку Лагранжа L1, местонахождение космического корабля между Солнцем и Землей.

## Обзор
Миссии Адитья-L1 потребуется около 109 земных дней после запуска, чтобы достичь гало-орбиты вокруг точки L1, которая находится примерно в 1 500 000 км (930 000 миль) от Земли. Это расстояние составляет лишь 1 % от астрономической единицы, то есть расстояния от Земли до Солнца.
Планируется, что космический корабль будет оставаться на гало-орбите на протяжении всей миссии, сохраняя при этом постоянную скорость Δv 0,2-4 м/с в год. Спутник массой 1500 кг (3300 фунтов) несет семь научных приборов, предназначенных для различных целей, включая инструменты для измерения нагрева короны, ускорения солнечного ветра, корональной магнитометрии, происхождения и мониторинга солнечного излучения в «ближнем» УФ-диапазоне, которое определяет динамику верхних слоев атмосферы Земли и глобальный климат, связь солнечной фотосферы с хромосферой и короной, и определение характеристик космической среды в околоземном пространстве путем измерения потоков энергичных частиц и магнитных полей солнечного ветра.
Основным прибором станции Адитья-L1 является коронограф с расширенным набором возможностей, как и планировалось для первоначальной низкоорбитальной миссии. Кроме этого на аппарате установлено научное оборудование для ряда дополнительных экспериментов. Список приборов Адитья-L1:
- Visible Emission Line Coronagraph (VELC) с 3 каналами измерения в видимом и одним в инфракрасном диапазоне для изучения параметров солнечной короны и происхождения корональных выбросов, а также для изучения корональных магнитных полей величиной до десятков Гаусс.
- Solar Ultraviolet Imaging Telescope (SUIT) для наблюдения фотосферы и хромосферы в ближнем ультрафиолете (длина волны 200—400 нм) и измерения изменений солнечного излучения.
- Aditya Solar wind Particle Experiment (ASPEX) для изучения вариаций солнечного ветра и его пространственного распределения.
- Plasma Analyser Package for Aditya (PAPA) для исследования состава солнечного ветра и его энергетического спектра
- Solar Low Energy X-ray Spectrometer (SoLEXS) для мониторинга рентгеновских вспышек на Солнце и изучения механизма нагрева солнечной короны.
- High Energy L1 Orbiting X-ray Spectrometer (HEL1OS) Для наблюдение за динамическими событиями в солнечной короне и оценки энергии, используемой для ускорения частиц во время вспышек. (USO), PRL
- Магнитометр для измерения и изучения межпланетного магнитного поля.

Приборы, установленные на борту аппарата и связанные с изучением солнечного ветра и магнитных полей, должны работать при отсутствии помех со стороны магнитного поля Земли и не могли бы работать на низкой околоземной орбите, как предполагалось в первоначальной концепции миссии Адитья.
Одна из основных нерешенных проблем в области физики Солнца заключается в том, что верхняя атмосфера Солнца имеет температуру 1 000 000 К (1 000 000 °C; 1 800 000 °F), тогда как нижняя атмосфера составляет всего 6 000 К (5 730 °C; 10 340 °F). Кроме того, не совсем понятно, как именно солнечное излучение влияет на динамику земной атмосферы как в более коротком, так и в более длительном временном масштабе. Миссия получит почти одновременные изображения различных слоев солнечной атмосферы, которые покажут способы направления и передачи энергии от одного слоя к другому. Таким образом, миссия Адитья-L1 позволит всесторонне понять динамические процессы на Солнце и решить некоторые нерешенные проблемы физики Солнца и гелиофизики.

## Ход миссии
Aditya-L была запущена 2 сентября 2023 года в 06:20 UTC ракетой-носителем PSLV-C57 со второй стартовой площадки Космического центра имени Сатиша Дхавана (SDSC), расположенного в Шрихарикоте. Через 63 минуты 20 секунд полёта Aditya-L1 была успешно вывела на эллиптическую орбиту вокруг Земли.
Планируется, что Aditya-L1 совершит серию из четырёх околоземных орбитальных манёвров перед выводом на переходную орбиту к точке Лагранжа L1. Предполагается, что станция достигнет назначенной орбиты в точке L1 примерно через 127 дней после запуска.